# Российское вмешательство в выборы президента США (2016)

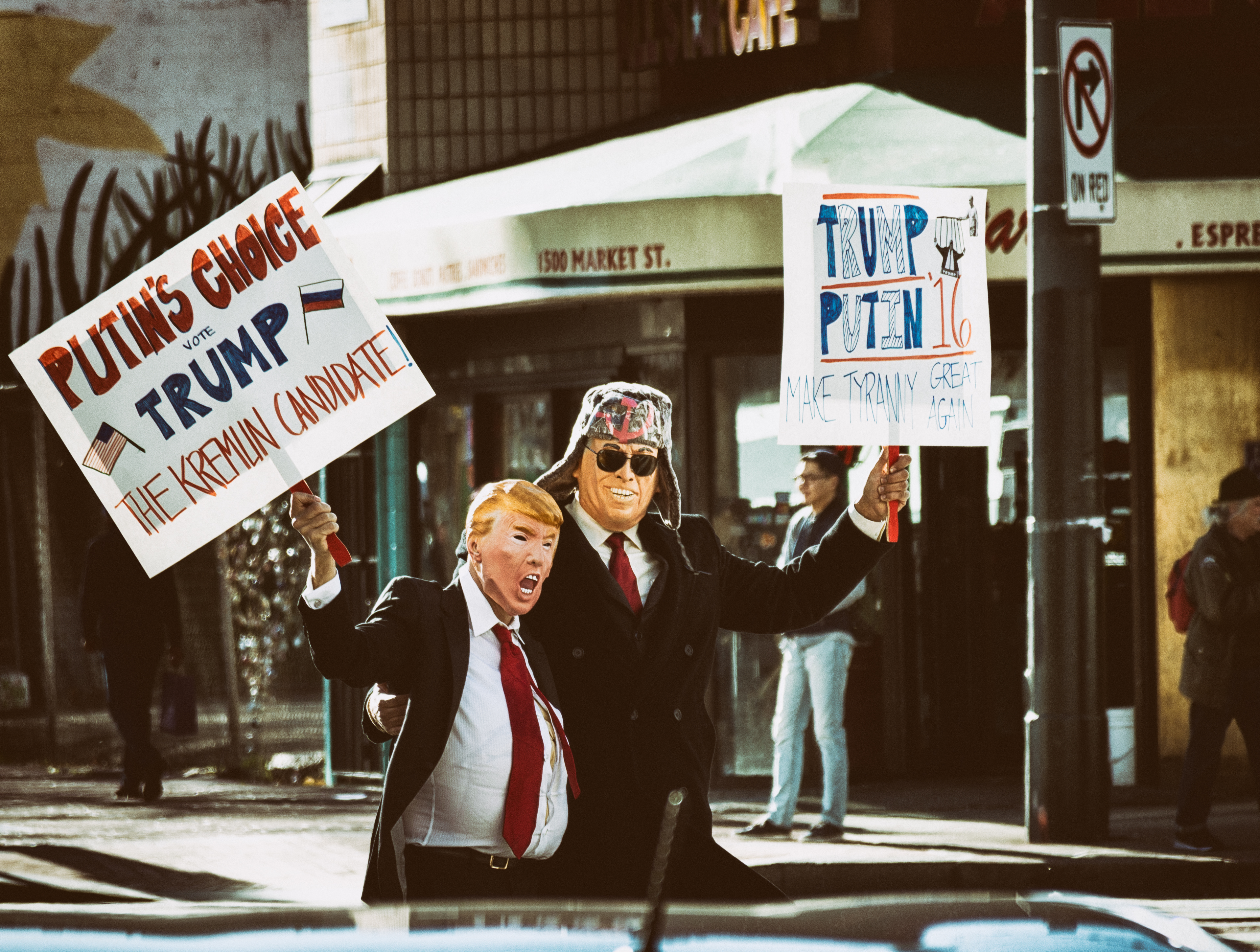
«Голосуйте за Трампа — это путинский выбор! Кремлёвский кандидат!» Уличный перформанс в США на тему вмешательства Кремля в выборы

Протестующая с транспарантом: «Трамп — путинский президент»

Граффити в Лондоне

Предполагаемое российское вмешательство в президентские выборы 2016 года в США — обвинение России в том, что она вмешалась в выборы в США 2016 года с целью нанести ущерб кампании Хиллари Клинтон, способствовать победе Дональда Трампа и спровоцировать политический и социальный раскол в американском обществе. В английском языке называется Russiagate, от англ. Russia — Россия и англ. gate — суффикс в названии скандалов, произошедший от Уотергейтского скандала.
Обвинения во вмешательстве на протяжении многих лет отрицались российскими официальными лицами, в том числе лично президентом Владимиром Путиным. В 2023 году по итогам расследования спецпрокурора Джона Дарема обвинения признаны необоснованными в части наличия связей между президентом Дональдом Трампом и российскими спецслужбами, так как в их основу легли подложные данные и фальшивые электронные письма.
В июле 2025 года ЦРУ США рассекретило внутренний отчёт с проверкой методов работы, аналитических приёмов и процедур, использованных в докладе об «оценке разведывательным сообществом итогов выборов» в 2016 году. При анализе документов были выявлены многочисленные процедурные нарушения в подготовке «оценки» 2016 года, такие как сжатые сроки, неравномерный доступ к разрозненной информации, маргинализация национального разведывательного совета и чрезмерное участие руководителей агентств.
18 июля 2025 года директор Национальной разведки Талси Габбард обнародовала доклад, отвергающий все обвинения, кроме организации российскими спецслужбами агитационной кампании через интернет-ресурсы в пользу Дональда Трампа, но и без подтверждения факта проведения такой кампании.

## Первый этап обвинений

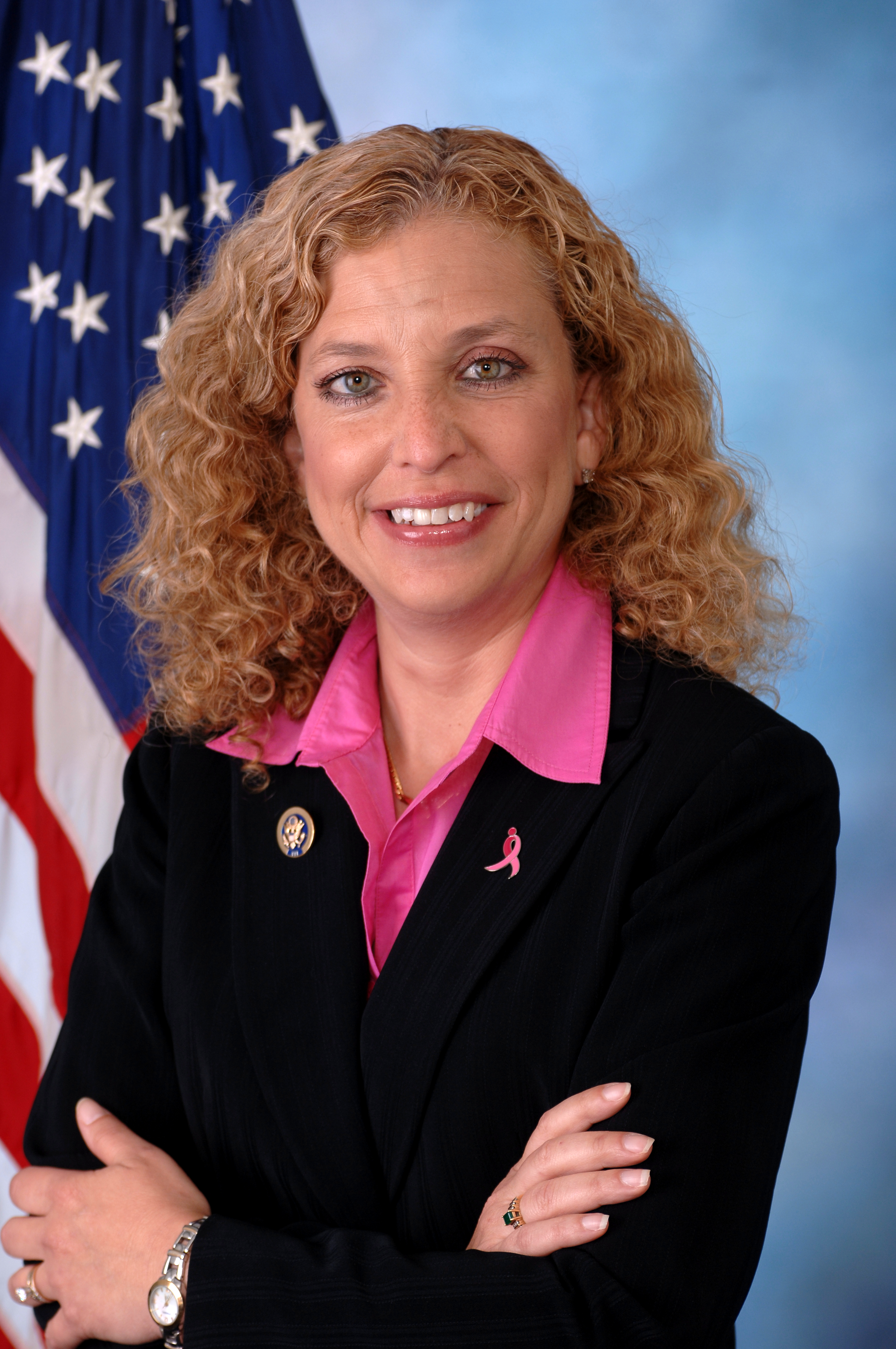
Дебби Вассерман-Шульц — председатель Национального комитета Демократической партии до июля 2016 года.

В основу обвинений изначально легли деятельность Агентства интернет-исследований в Санкт-Петербурге и кибератака на Национальный комитет Демократической партии США.
По информации CNN, ФБР ещё в сентябре 2015 года сообщило Национальному комитету Демократической партии США, что по крайней мере один из его компьютеров взломан российскими хакерами, но технические специалисты НК не обнаружили никакой подозрительной активности. В ноябре того же года ФБР повторно предупредило Национальный комитет Демократической партии, что один из его компьютеров передаёт информацию в Россию, но IT-специалисты демократов вновь не смогли выявить утечку. 19 марта 2016 года руководитель кампании Клинтон Джон Подеста поддался на уловку хакеров, прошёл по присланной ими ссылке и ввёл новый пароль, открыв доступ к своей электронной почте. 12 июня основатель WikiLeaks Джулиан Ассанж сообщил о намерении опубликовать большое количество имеющихся в его распоряжении писем из электронной почты Хиллари Клинтон, а 14 июня газета «The Washington Post» опубликовала информацию о взломе российскими хакерами компьютеров Демократической партии.
31 июля, через несколько дней после прекращения процессуальных действий против Хиллари Клинтон по подозрению в нарушении правил безопасности при пользовании служебной электронной почтой, ФБР начало секретное расследование связей команды Дональда Трампа с Россией, получившее кодовое наименование Crossfire Hurricane (название позаимствовано из первой строки песни группы The Rolling Stones «Jumpin’ Jack Flash»). 2 августа 2016 года два агента, направленные в Лондон для собеседования с австралийским послом Александером Даунером, передали в Вашингтон свой доклад (посол на основании личного разговора с политическим советником Джорджем Пападопулосом пришёл к выводу, что тот ещё до обнародования информации о взломе компьютеров Демократической партии знал о наличии у России компрометирующих материалов на Хиллари Клинтон). Объектами негласного расследования являлись Майкл Флинн, Пол Манафорт, консультант по международным отношениям Картер Пейдж и Пападопулос, при этом основной вопрос, на который должно было ответить ФБР, заключался в следующем: связан ли кто-нибудь из данных лиц с российскими усилиями по подрыву выборов? Информацию о причастности России предоставил также директор ЦРУ Джон Бреннан.
7 октября 2016 года администрация президента Обамы официально обвинила российское правительство в попытке вмешательства в выборы посредством взлома компьютеров Демократической партии и других организаций. Соответствующий доклад подготовили офис директора Национальной разведки и Министерство внутренней безопасности, и он встретил благожелательную реакцию законодателей, выступавших с аналогичными обвинениями ранее.
8 ноября 2016 года в США состоялись президентские выборы, принёсшие победу Дональду Трампу.

## После выборов
2 декабря 2016 года CNN привела в качестве примеров фальшивых новостей, распространяемых через социальные сети Reddit, Facebook и Twitter, скандал «Пиццагейт» с обвинениями в педофилии окружения Хиллари Клинтон и ложные сведения о состоянии её здоровья, а именно утверждения о болезни мозга и психиатрических проблемах. Уже в начале ноября 2016 года «Washington Post» связала эти события с Россией, обвиняя её в использовании тысяч ботнетов, команд платных интернет-троллей, сети веб-сайтов и аккаунтов в социальных сетях. 6 ноября 2016 года онлайн-журнал «War on the Rocks» опубликовал статью «Trolling for Trump: How Russia is Trying to Destroy Our Democracy» (Троллинг за Трампа: как Россия пытается уничтожить нашу демократию). Один из её авторов, сотрудник Института изучения внешней политики и Центра кибернетической и внутренней безопасности Университета Джорджа Вашингтона Клинт Уоттс, сказал CNN: «Механизмы российской пропаганды нацелены в первую очередь на альтернативных правых и более традиционные правые и фашистские партии», но они также «бьют по любой группе в Соединённых Штатах, стоящей на антиправительственной позиции или разжигающей инакомыслие и заговоры против правительства США или его институтов». Ещё одно исследование на тему российского вмешательства провёл сайт PropOrNot, характеризующий себя как сообщество анонимных беспристрастных исследователей с военным и техническим опытом, в центре внимания которого находятся проблемы внешней политики. По его итогам сайт составил список двухсот интернет-ресурсов, осуществляющих российскую пропаганду и воздействующих на 15 млн американцев. В отчёте уточняется, что не все вовлечённые в эту деятельность люди в полной мере осознают её именно как работу на Россию. Такой подход к оценке ситуации был оспорен другими специалистами, которые сочли список PropOrNot преувеличенным за счёт включения в него ресурсов, честно отражающих собственную точку зрения. Главными орудиями российской пропаганды были названы созданные и финансируемые государством RT и агентство «Спутник», но главный редактор RT Маргарита Симоньян в интервью CNN отклонила обвинения и осудила «Washington Post», поскольку та нарушила основополагающее правило журналистики, не обратившись до публикации к RT за комментарием. Отвечая на вопрос CNN в этой связи, редакция WP сообщила, что поместила в онлайн-версию статьи комментарий RT к другим публикациям газеты с обвинениями России во вмешательстве.
9 декабря 2016 года ЦРУ представило Конгрессу США доклад о подтверждении с большой вероятностью факта причастности сотрудников российских правительственных структур к кибератаке, но снабдило отчёт о своём расследовании выводом об отсутствии сколько-нибудь значительного влияния предполагаемых российских мероприятий на исход выборов. Российская сторона и Джулиан Ассанж обвинения в причастности российских властей к взлому компьютеров отвергли.
5 июня 2017 года онлайн-издание The Intercept опубликовало сведения о по крайней мере одной кибератаке на электронные системы голосования накануне президентских выборов и рассылке фишинговых сообщений электронной почты в адрес более 100 руководителей местных избирательных комиссий, приписываемых российской военной разведке. По утверждению авторов публикации, она основана на содержании попавшего в их руки сверхсекретного документа Агентства национальной безопасности.
3 марта 2018 года Президент Путин потребовал от США официальных документов по «вмешательству в выборы» россиян после обвинения Министерством юстиции США 13 россиян.
Президент Трамп категорически отверг любые предположения о решающем значении российского вмешательства для его победы на выборах и называл все попытки расследования иностранного вмешательства в американские выборы «охотой на ведьм», а в марте 2018 года заявил: «Русские никак не повлияли на наши голоса». В сентябре 2018 года обозреватель журнала «The New Yorker» Джейн Майер выразила мнение, что лишь немногие, в том числе из рядов противников Трампа, публично выступали против широко распространённого мнения об отсутствии основательных доказательств значимости российских действий для исхода выборов. По её словам, даже демократы были склонны винить в поражении Клинтон в первую очередь директора ФБР Джеймса Коми, который в решающий момент возобновил расследование утечек её электронной почты. Тем не менее, результаты исследования профессора Пенсильванского университета Кэтлин Холл-Джемисон свидетельствуют о решающем для исхода выборов влиянии, оказанном на них Россией.
Версию российского вмешательства поддерживает Фиона Хилл, с апреля 2017 по август 2019 занимавшая пост советника президента по России и Восточной Европе в администрации Трампа:
Причиной, чтобы пойти работать в администрацию [Трампа] в 2017 году, стало случившееся в 2016-м, когда российские разведывательные службы по указу Кремля вмешались в президентские выборы. И, как мы знаем, это создало хаос в американской политике.
Фиона Хилл считает, что хакерские атаки на американские выборы были местью российских спецслужб за действия Клинтон в 2011 году, когда она служила главой Госдепартамента США и высказалась в поддержку протестующих против возвращения Путина на пост президента.

## Расследование специального прокурора Мюллера
17 мая 2017 года бывший директор ФБР Роберт Мюллер был назначен специальным прокурором для расследования вмешательства (при этом были использованы материалы расследования Crossfire Hurricane), 16 февраля 2018 года он предъявил первые обвинения гражданам России.
22 марта 2019 года расследование Мюллера официально завершено, и его материалы переданы генеральному прокурору Уильяму Барру. Обвинения предъявлены 34 фигурантам и трём компаниям, пять человек осуждены на тюремное заключение.

## Санкции против России
29 декабря 2016 года Белый дом объявил о первых санкциях против России в связи с её вмешательством в американские выборы. 35 российских дипломатов были высланы из страны в течение 72 часов, российскому посольству было запрещено пользование двумя загородными жилыми комплексами, были объявлены санкции против ФСБ и Главного управления Генерального штаба, против четырёх офицеров ГУ Генштаба лично и трёх компаний, которые, по мнению американских властей, технически обеспечивали киберактивность Главного управления. Кроме того, личные санкции были введены против двух российских хакеров — Алексея Белана и Евгения Богачёва (последнему приписывают авторство ботнета Gameover ZeuS).
Эти санкции были наложены администрацией президента Обамы, и президент Трамп имел право отменить их собственным решением после вступления в должность 20 января 2017 года, но не сделал этого, а летом 2017 года Конгресс США одобрил «Акт о противодействии противникам Америки посредством санкций», распространив его действие не только на Иран и Северную Корею, но и на Россию, которой, помимо вмешательства в американские выборы, ставилась в вину поддержка войн на Украине и в Сирии. В январе 2018 года администрация Трампа известила Конгресс о нежелании вводить дополнительные санкции, ввиду достаточной эффективности уже действующих.

## Хронология

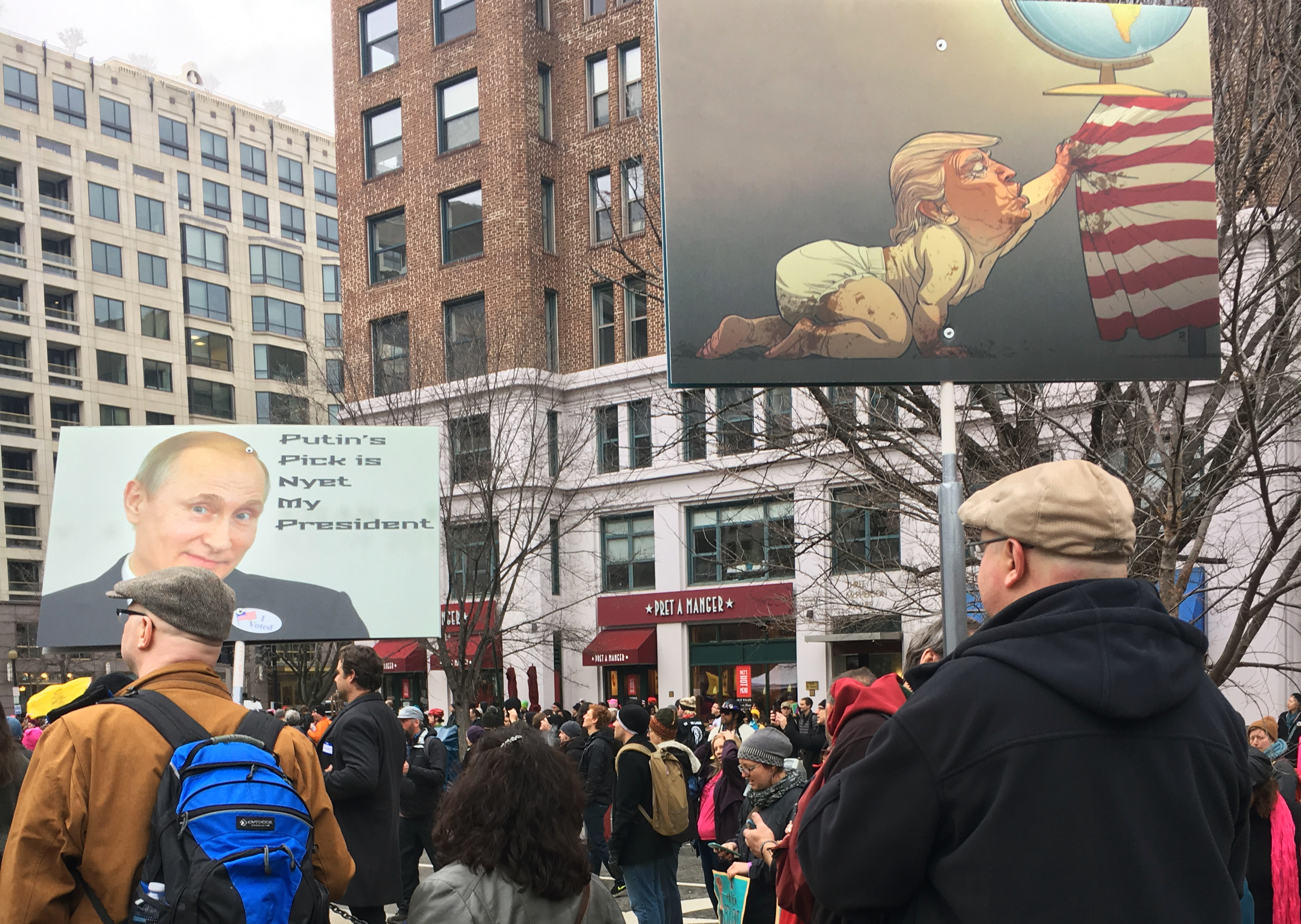
«Выбор Путина — это „нье“ мой президент». Протесты в Вашингтоне

### 2016 год
- Хронология предполагаемого российского вмешательства в американские выборы 2016 года[англ.]

### 2017 год
- Хронология расследования связей Трампа с Россией (2017)[англ.]

### 2018 год
- Хронология расследования связей Трампа с Россией (2018)[англ.]

### 2019 год
- Хронология расследования связей Трампа с Россией (2019)[англ.]

24 июля 2019 года Роберт Мюллер выступил на слушаниях в Юридическом комитете Сената и в Комитете Сената по разведке, повторив, по мнению комментаторов, выводы своего доклада по итогам расследования специального прокурора и не выдвинув против Дональда Трампа прямых обвинений в противоправных действиях, но сообщив информацию о подозрениях против людей из окружения президента в наличии связей с Россией (при недостатке улик для выдвижения официальных обвинений против них).
25 июля 2019 года Комитет Сената США по разведке опубликовал 67-страничный доклад по итогам собственного расследования. Текст содержит утверждения, что российское правительство «осуществляло интенсивную деятельность против инфраструктуры американских выборов» с 2014 по 2017 год во всех 50 штатах, используя «швы» между компетенциями федеральных властей и властей штатов. Доклад рекомендует использовать при голосовании исключительно бумажные бюллетени, а также улучшить взаимодействие штатов с Министерством внутренней безопасности. На этой же неделе республиканцы в Сенате провалили законопроекты, направленные по мнению их инициаторов на повышение безопасности системы выборов.
15 октября 2019 года в СМИ появились сообщения о задержании в Беларуси по запросу США Анны Богачёвой, находящейся в списке разыскиваемых по итогам расследования спецпрокурора Мюллера. Позднее в тот же день была распространена информация о возвращении Богачёвой в Россию, Генеральная прокуратура Беларуси сообщила о прекращении международного розыска россиянки за отсутствием оснований для выдачи её США, а пресс-секретарь президента Беларуси заявила, что Богачёву вообще не задерживали.

### 2025 год
С июня 2025 г. доклад о якобы вмешательстве России в президентские выборы 2016 года, который ранее был опубликован на сайте Сената США, стал недоступен — вместо него появилась ошибка 404 (указывая на его удаление).
В июле 2025 года ЦРУ США рассекретило внутренний отчёт с проверкой методов работы, аналитических приёмов и процедур, использованных в «оценке разведывательным сообществом итогов выборов» в 2016 году. При анализе документов были выявлены многочисленные процедурные аномалии в подготовке «оценки» 2016 года, такие как сжатые сроки, неравномерный доступ к разрозненной информации, маргинализация национального разведывательного совета и чрезмерное участие руководителей агентств.
В самом отчёте говорится, в частности, следующее:
За день до единственного координационного совещания, запланированного для подготовки доклада об оценке результатов выборов, Бреннан направил сотрудникам ЦРУ записку, в которой говорилось, что он встретился с с директором национальной разведки и директором ФБР, и что «между нами существует прочный консенсус относительно масштабов, характера и намерений российского вмешательства в наши недавние президентские выборы». Хотя сотрудники, участвовавшие в разработке доклада, заявляли, что они не чувствуют давления, преждевременный сигнал Бреннана о том, что руководители агентств уже достигли консенсуса ещё до того, как совещание состоялось, рисковал задушить любые аналитические дебаты.
Решение руководителей агентств включить досье Стила в доклад об оценке результатов выборов противоречило фундаментальным принципам профессиональной этики и в конечном итоге подорвало доверие к ключевому суждению. Авторы доклада впервые узнали о досье и настойчивости руководства ФБР на его включении двадцатого декабря — в тот же день, когда черновик поступил на рассмотрение в ЦРУ. Руководство ФБР ясно дало понять, что их участие в подготовке доклада зависит от включения досье, и в течение следующих нескольких дней неоднократно настаивало на том, чтобы ссылки на него вплетались в основной текст доклада.
Авторы доклада и несколько сотрудников ЦРУ высокого ранга, включая двух старших руководителей центра ЦРУ, ответственного за Россию, решительно выступили против включения досье ФБР, утверждая, что оно не соответствует даже самым базовым стандартам работы спецслужб. Заместитель директора по аналитике ЦРУ сообщил в электронном письме Бреннану 29 декабря, что включение его в документ в любой форме ставит под угрозу «достоверность всего доклада».
18 июля 2025 года директор Национальной разведки Талси Габбард обнародовала доклад, обвиняющий администрацию президента Обамы в манипуляции разведданными и в попытке скомпрометировать волеизъявление американского народа на выборах 2016 года. Она также заявила о направлении ею документов в Министерство юстиции с целью начать уголовное преследование виновных. Материалы доклада содержат ссылки на мнение бывшего директора Национальной разведки Джеймса Клеппера, бывшего директора ЦРУ Джона Бреннана и бывшего директора ФБР Джеймса Коми, но в сущности опровергают только выводы 1300-страничного доклада двухпартийной комиссии Сената об агрессивном стремлении России к вмешательству, а также обвинения против команды Трампа в сотрудничестве с российскими властями и утверждения о российском вмешательстве в процесс подсчёта голосов и работу машин для голосования (этого обвинения против России нет и в докладе Сената), оставляя в стороне вопросы агитации через социальные сети в период предвыборной кампании.

## Контрраследование
24 октября 2019 года The New York Times сообщила о возбуждении Министерством юстиции США уголовного дела, взамен начатой ранее в том же году административной проверки действий американских государственных структур при расследовании предполагаемого российского вмешательства в выборы. В частности, правовой оценке подлежит расследование ФБР Crossfire Hurricane.
12 декабря 2019 года генеральный инспектор Министерства юстиции Майкл Горовиц дал показания Юридическому комитету Сената США, в котором опроверг утверждения президента Трампа о политической природе расследования ФБР, якобы пытавшегося не допустить победы Трампа на выборах, но при этом охарактеризовал действия ФБР как злоупотребление контрольной функцией ведомства.
14 августа 2020 года бывший юрист ФБР Кевин Клайнсмит признал вину по обвинению в подделке сообщения электронной почты Картера Пейджа, которое послужило основанием для начала расследования Crossfire Hurricane.
16 сентября 2021 года опубликованы выводы расследования специального прокурора Джона Дарема, начатого в 2019 году при администрации президента Трампа с целью определить законность действий властей при организации слежки за его избирательной кампанией. Установлено, что 19 сентября 2016 года адвокат Майкл Сассманн дал ФБР ложные показания о контактах команды Трампа с Россией и при этом скрыл, что является сотрудником избирательной кампании Хиллари Клинтон.
15 мая 2023 года опубликован окончательный доклад по итогах расследования специального прокурора Джона Дарема. Согласно тексту документа, ФБР не должно было проводить операцию Crossfire Hurricane.

## Официальная позиция России
11 декабря 2019 года министр иностранных дел России Лавров сообщил на пресс-конференции по итогам своего визита в США и переговоров с госсекретарём Помпео и президентом Трампом, что он вновь предложил американской стороне опубликовать дипломатическую переписку между Москвой и Вашингтоном с октября 2016 по январь 2017 года, доказывающую готовность России к сотрудничеству в расследовании предполагаемого вмешательства в американские выборы. Он также упомянул, что в своё время администрация президента Обамы отклонила эту инициативу.